# ماغدالينا بيرميغو
ماغدالينا بيرميغو (بالإسبانية: Magdalena Bermejo)‏ هي عالمة رئيسيات إسبانية، ولدت في 1962 في مدريد في إسبانيا. ولدت في عام 1962، وهي خبيرة دولية في غوريلا السهول الغربية. قضت بيرميغو فترة كبيرة من حياتها مع زوجها جيرمان إيليرا منذ عام 1991، في الغابات الممطرة في جمهورية الكونغو، لتجري الأبحاث العلمية وتشتغل في مسائل الحفاظ على الغوريلا. تقدر بيرميغو عدد وفيات الغوريلا من الإيبولا في الغابون وجمهورية الكونغو بنحو 5 آلاف حالة.

## الحياة المهنية
كبرت بيرميغو في مدريد. بدأت حياتها المهنية كأخصائية نفسية للأطفال، ثم تحولت بعد ذلك لدراسة الرئيسات.[ تُعرف في بعض الأوقات باسم «ديان فوسي الكونغو»، تعمل حاليًا لبرنامج الاستخدام العقلاني للأنظمة الإيكولوجية للغايات والحفاظ عليها في وسط إفريقيا، وهو برنامج برعاية الاتحاد الأوروبي، ويؤسس لشبكة محلية للحفاظ على الغابات الممطرة في وسط إفريقيا. كما أنها عضوة في الكلية في قسم بيولوجيا الحيوانات في جامعة برشلونة في إسبانيا.

## الأبحاث حول الرئيسيات
زارت بيرميغو إفريقيا في عام 1986 عندما كان عمرها 22 عامًا، لدراسة الشمبانزي في السنغال. ثم ذهبت إلى منطقة ليلونغو في زيري (المعروفة حاليا بجمهورية الكونغو الديمقراطية) لدراسة البونوبو مع زميلها جوردي ساباتير بي من برشلونة. بدأ الثنائي العمل في عام 1988 وأُجبرا على إنهاء العمل في عام 1990 بسبب ظروف الحرب. خشي المهتمون بالحفاظ على البونوبو أنه لن يتمكن من النجاة من الحرب، ولكنهم وجدوا جماعة من البونوبو في المنطقة في عام 2005.
قابلت بيرميغو جيرمان إيليرا في برشلونة وتزوجته، وهو الإسباني الذي بدأ حياته طالبًا للقانون وأصبح بعد ذلك مصورًا للفيديو وعالم طبيعة. بدأ الثنائي دراسة الغوريلا في عام 1991، في منطقة عُرفت فيما بعد باسم لوسي سانكاتوري. كانا أول من يعرفان البشرية على غوريلا السهول الغربية. كان المبيت في المنطقة التي تقطن بها الغوريلا شرطًا لدراستها لمدة ثلاث سنوات، من أجل متابعتها بدقة. تعرَّف الثنائي على 10 مجموعات اجتماعية بحلول عام 2002 في جماعة تتكون من 143 فردًا. وصِف عملها في فيديو من إنتاج ناشونال جيوغرافيك في عام 2001.
بين أكتوبر عام 2002 ويناير عام 2003، في نفس الوقت الذي توفى فيه البشر نتيجة الإصابة بفصيلة زيري من فيروس الإيبولا، مات أيضًا نحو 130 غوريلا من أصل 143. راقب الباحثون سبع مجموعات اجتماعية أخرى، ووجدوا أن 91 من 95 غوريلا قد ماتوا بين أكتوبر 2003 ويناير 2004. يقدر الباحثون عدد الوفيات من الغوريلا بالاستقراء من تلك النتائج بنحو 5000 غوريلا في مساحة 2700 كيلومتر مربع حول لوسي سانكاتوري. أدرج الاتحاد الدولي للحفاظ على الطبيعة غوريلا السهول الغربية في قائمة الحيوانات المهددة بخطر الانقراض للغاية بسبب معدل الوفيات المرتفع، واصفًا إياه بأنه على وشك الانقراض في البرية (نوع منقرض في البرية).
انقسمت الآراء في البداية حول سبب الوفاة بفصيلة زيري من فيروس الإيبولا، وعن كيفية انتشاره من خلال حامل في الأنواع الأخرى (على سبيل المثال الخفافيش أو الطيور) أو انتقاله من الغوريلا إلى الغوريلا. جاءت تسع حالات إيجابية بالمرض من أصل 12 جثة فحصتها بيرميغو ومجموعتها. استطاع الفريق الكشف عن طريقة الانتقال الرئيسة من مجموعة اجتماعية إلى مجموعة اجتماعية أخرى من خلال فترة التأخر بين المجموعات الاجتماعية المتجاورة. جادل علماء آخرون بناءً على هذه النتائج حول أهمية حملات التلقيح للغوريلات الأخرى.
استمرت بيرميغو في دراسة الغوريلا بعد وباء الإيبولا. وجدت بيرميغو تجمعًا منهم في عام 2009 بالقرب من حديقة أودزالا الوطنية. وجدت ست مجموعات اجتماعية، منها اثنين مروَّضين. ظهر بين بؤر الدراسة تأثير الإيبولا والتفاعلات مع الأنواع الأخرى (الشمبانزي والبشر).

## السياحة الإيكولوجية والحفاظ على الحيوانات
بعد فقدان الغوريلا نتيجة انتشار الإيبولا، بدأت بيرميغو إقامة مشاريع مجتمعية لمساعدة الغوريلا والبشر في القرى المجاورة. بدأ نمو القرية المجاورة مبومو بفضل مؤسسات سابين بلاتنر الخيرية الإفريقية، وكانت هناك خطط لمراكز اجتماعية، وإثراء تعليمي وتزويد القرى بالإنترنت. أصبح مخيم أودزالا نغاغا، مركز أبحاث بيرميغو وإيليرا ومنزلهما، مقصدًا لرحلات السفاري لسياح الحياة البرية. قاد جولات الغوريلا خلال المرتينيات مرشدون يعملون لبيرميغو.

## الأعمال
- بيرميغو، ماغدالينا (1999). «مكانة الرئيسات والحفاظ عليها في حديقة أودزالا العامة، بجمهورية الكونغو». أوريكس 33 (4): 324-332. doi:10.1046/j.1365-3008.1999.00081.x.
- والش، بيتر د.؛ أبيرنيثي، كاتي أ.؛ بيرميغو، ماغدالينا؛ وآخرون (2003). «التدهور الكارثي للقرود في الغرب الاستوائي لإفريقيا» نيتشر 442 (6932): 662-614. doi:10.1038/nature01566. PMID 12679788.
- ليروي، ي. م.؛ روكيه، ب.؛ فورمينتي، ب.؛ سوكوير، س.؛ كيلبورن، أ.؛ فورمينت، ج. م.؛ بيرميغو، م.؛ وآخرون (2004). «حوادث انتقال متعددة لفيروس الإيبولا وتدهور الحياة البرية في وسط إفريقيا». مجلة ساينس. 303 (5656): 387-390. doi:10.1126/science.1092528. PMID 14726594.
- بيرميغو، م.؛ رودريغيز-تيجيرو، ج. د.؛ إيليرا، ج.؛ باروسو، أ؛ فيلا، س.؛ والش، ب. د. (2006) «وباء الإيبولا الذي قتل 5000 غوريلا». مجلة ساينس. 314 (5805): 1564. doi:10.1126/science.1133105. PMID 17158318.